# L'Apparition (film, 1972)
Pour les articles homonymes, voir Apparition.
Pour plus de détails, voir Fiche technique et Distribution.
L'Apparition est un comédie québécoise réalisée par Roger Cardinal et sortie en 1972.

## Synopsis
Satire du rôle de la religion dans la société québécoise, le film est centré sur le cirque médiatique qui engloutit une petite ville du Québec après qu'une jeune fille a prétendu avoir eu une vision de la Vierge Marie.

## Fiche technique
- Titre original : L'Apparition[2],[3],[1]
- Réalisation : Roger Cardinal
- Scénario : René Angélil, Pierre Labelle, Camil Adam
- Photographie : René Verzier
- Montage : Pascale Laverrière
- Musique : Jacques Crevier
- Production : Roger Vallée
- Studio de production : Briston Creative, Les Films Roger Vallée
- Pays de production :  Canada
- Langue originale : français québécois
- Format : couleurs et noir et blanc - Son mono - 35 mm
- Genre : comédie
- Durée : 119 minutes
- Dates de sortie :
  - Québec : 17 mars 1972

## Distribution
- René Angélil : le journaliste de télévision
- Jean Coutu : Timé
- Céline Lomez : la fille
- Pierre Labelle : Rosaire Latendresse
- Katerine Mousseau : l'assistante

## Accueil critique
Selon Yves Lever : « Malgré énormément de détails inutiles, l'absence de rythme, la platitude de certains gags ou la sophistication de certains autres, L'Apparition fait quand même rire beaucoup de monde et apporte quelques éléments qui méritent d'être soulignés ».